# Weihesakrament

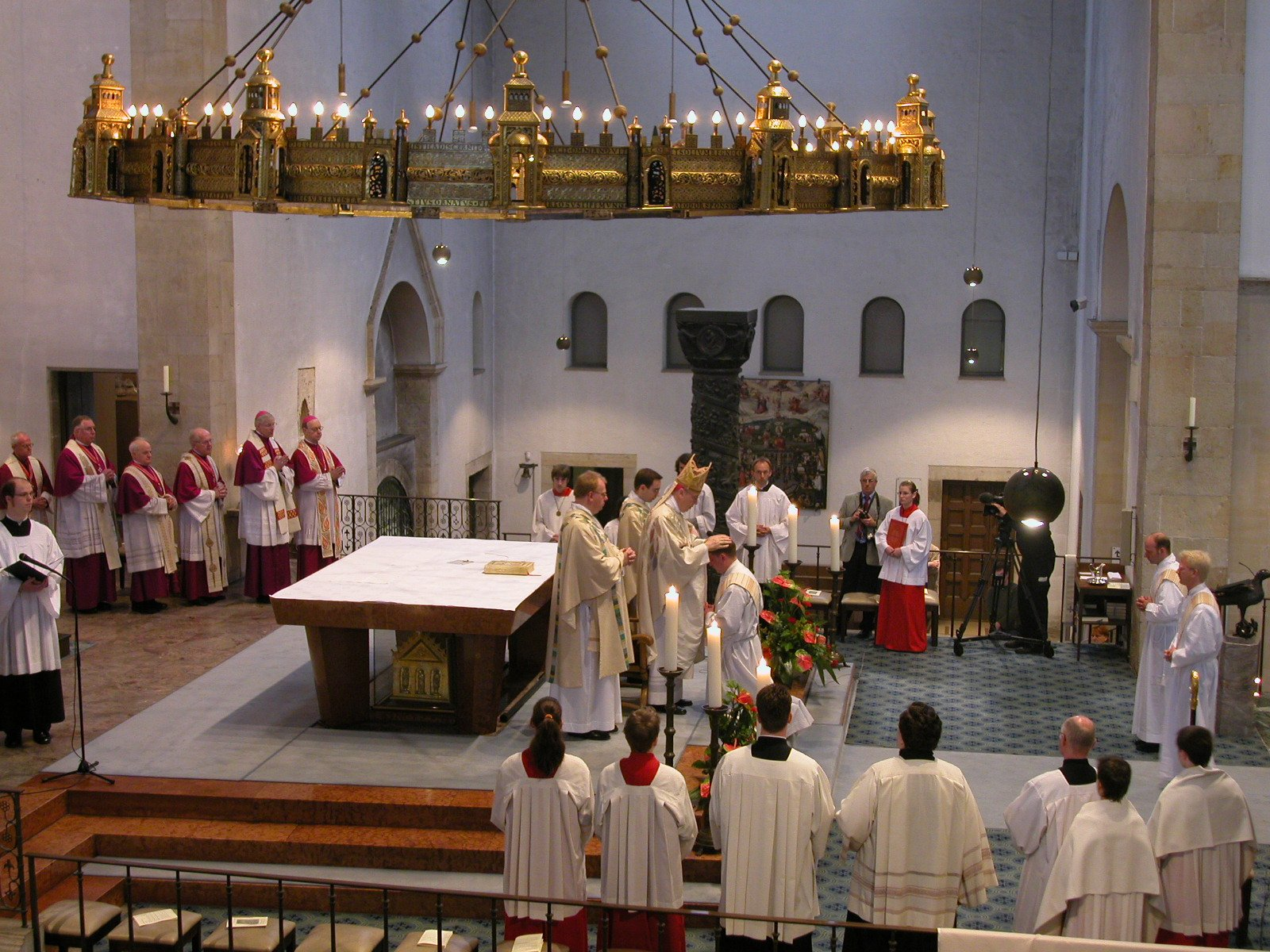
Priesterweihe durch Bischof Norbert Trelle, Hildesheimer Dom 2006

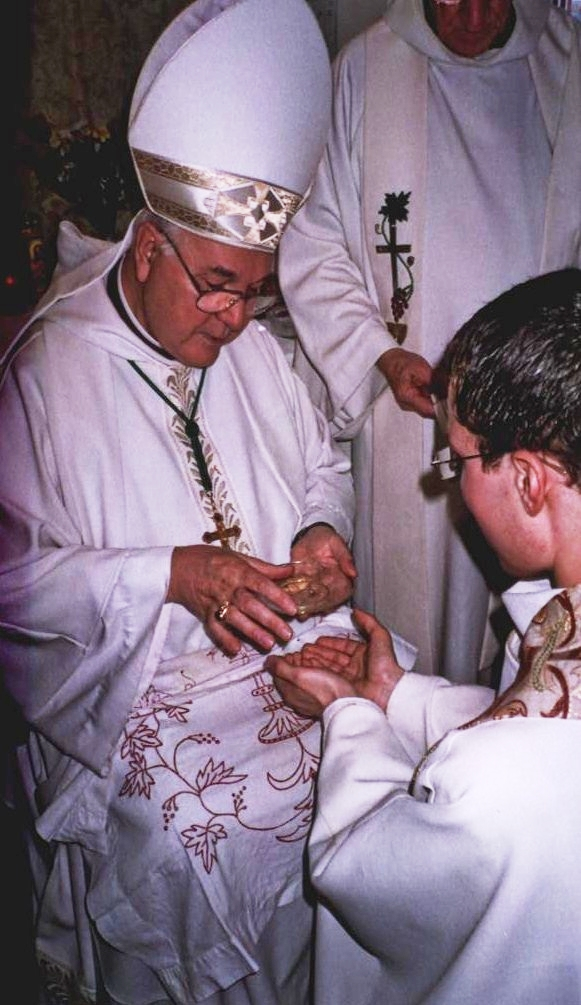
Salbung der Hände eines neugeweihten Priesters

Das Sakrament der Weihe oder Sakrament der Ordination (lateinisch ordinatio, „Aufnahme in den jeweiligen ordo“), auch Sakrament der Handauflegung, ist in vielen christlichen Konfessionen ein Sakrament, durch das der Geweihte eine Sendung und Vollmacht erhält, im Namen Christi für die Kirche zu handeln.
Seit der Neukonzeption des Zweiten Vatikanischen Konzils umfasst die Weihe von Klerikern in der Römisch-katholischen Kirche drei geordnete Stufen: den Diakonat, den Presbyterat und den Episkopat, wobei nur in letzterem als höchster Weihestufe die Fülle des Sakraments vereint sei (Lumen gentium 21). Der Empfang der Weihe führt zur Aufnahme in den Klerus und zur Inkardination in eine Diözese oder Ordensgemeinschaft.

## Herleitung
Wie alle Sakramente führt die Römisch-katholische Kirche auch das Weihesakrament auf das im Neuen Testament überlieferte Handeln Jesu Christi zurück. Dieser wird als „Urheber des Amtes in der Kirche“ (KKK [874]) begriffen, das von der Sendung der Apostel hergeleitet wird: Während Christus in seinen Predigten das gesamte Volk Israel in seine Nachfolge gerufen habe (Allgemeines Priestertum der Getauften), habe er einen engeren Kreis von zwölf Jüngern ausgewählt, die er aussenden wollte, damit sie seine Botschaft verkündeten (Mk 3,13f ). Durch die Gabe des Heiligen Geistes (Apg 1,8 ) habe er ihnen auch die Vollmacht verliehen, die Kirche zu leiten und stellvertretend für ihn zu handeln:

„Wer euch hört, der hört mich.“

Die Weihe gehe damit über eine Delegation durch die Gemeinschaft hinaus, denn sie

„verleiht eine Gabe des Heiligen Geistes, die eine „heilige Gewalt“ (sacra potestas) auszuüben gestattet, die nur von Christus selbst, durch seine Kirche, verliehen werden kann.“

Durch das priesterliche Handeln in persona Christi sieht die Römisch-katholische Kirche garantiert, dass Christus selbst in den Sakramenten tätig wird zur Heilsvermittlung, unabhängig von den Vorzügen oder Fehlern des Amtsträgers.

„Christus ist die Quelle jeglichen Priestertums; denn der Priester des [Alten] Gesetzes war sein Bild. Der Priester des Neuen Bundes aber handelt in der Person Christi“

Besondere Bedeutung kommt dabei der Spendung der Sakramente zu, insbesondere der Feier der Eucharistie, die Jesus den Aposteln mit den Worten „Tut dies zu meinem Gedächtnis!“ (Lk 22,19 ) aufgetragen habe.
Die Römisch-katholische Kirche lehrt, dass sich dieses Verständnis von Weihe aus dem Neuen Testament herleiten lasse. Schon aus apostolischer Zeit sei als Zeichen für die Weitergabe dieser Berufung (Hebr 5,4 ) die Handauflegung überliefert, verbunden mit dem Weihegebet zur Anrufung des Heiligen Geistes (Apg 6,6 , Apg 14,23 , Apg 20,28 ). Die Auswahl der Kandidaten für das Bischofsamt sei durch die Apostel (Apg 1,23–26 ) und die von ihnen bestimmten Nachfolger erfolgt. Sie verkündeten demnach das Evangelium und übernahmen die Leitung der Gemeinden in Fortführung der priesterlichen Sendung.

## Sakramentverständnis
Das Weihesakrament gibt es in den Kirchen katholischer und orthodoxer Tradition, insbesondere der römisch-katholischen Kirche, den orthodoxen, altorientalischen, altkatholischen und anglikanischen Kirchen sowie weiteren, nach eigenem Selbstverständnis katholischen Kirchen. Es wird von Christus durch einen Bischof gespendet. Aufgrund des gemeinsamen Ursprungs des Weihesakraments in der Alten Kirche und der daraus folgenden Apostolischen Sukzession werden die Weihen von vielen Konfessionen wechselseitig anerkannt.
In nahezu sämtlichen dieser Kirchen gilt die Weihe als Sakrament (sacramentum ordinis), in einigen anglikanischen Kirchen als Sakramentale.

### Gültigkeit der Weihe
Eine Weihe gilt dann gültig und als Sakrament vollzogen, wenn alle dazu notwendigen Voraussetzungen gegeben sind:
- Der spendende Bischof muss in apostolischer Sukzession stehend von Christus mit dem Auftrag ausgestattet sein, das Sakrament zu spenden.
- Der Empfänger muss getauft und männlich[2] sein; manche Kirchen sehen jedoch auch die Weihe einer Frau als gültig an.
- Ferner muss der Empfänger von der Kirche in dieses Amt berufen und dazu geeignet sein.

Unabhängig von der Gültigkeit der Weihe ist die Frage nach ihrer Rechtmäßigkeit. In der römisch-katholischen Kirche darf eine Bischofsweihe erlaubt nur im Auftrag des Papstes erfolgen. Auch ohne diesen gilt eine Weihe dennoch als sakramental gültig, ist jedoch verboten und zieht nach 1387  CIC „Amtsanmaßung und Verletzung der Amtspflicht“ die Exkommunikation als Tatstrafe nach sich.

#### Ordination von Frauen

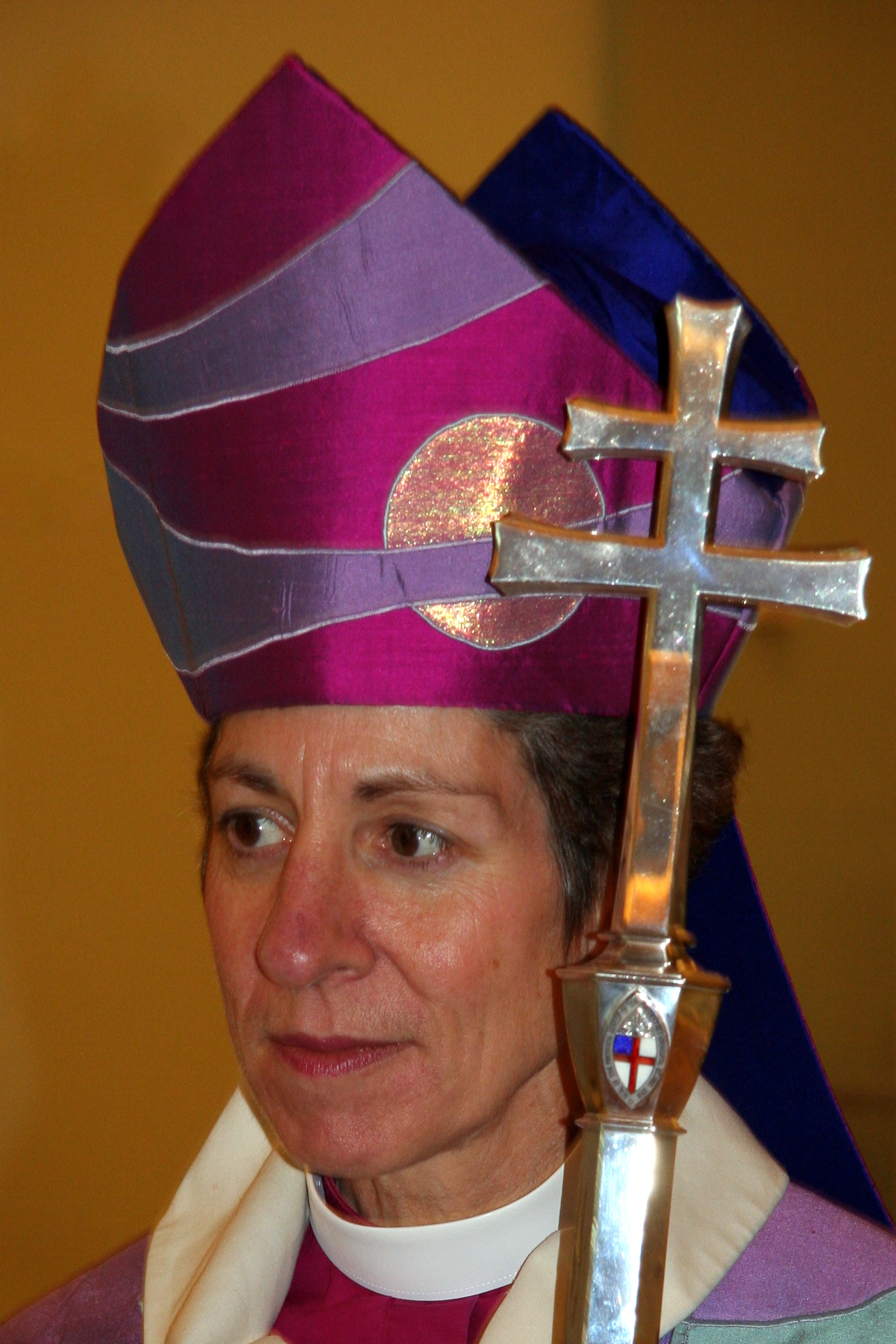
Katharine Jefferts Schori, eine Bischöfin der Episkopalkirche der Vereinigten Staaten von Amerika

Ein wesentlicher Unterschied im Verständnis des Sakraments in den verschiedenen Kirchen liegt in der Zulässigkeit der Ordination von Frauen. Nach katholischer Lehre kann das Weihesakrament nur von einem Mann gültig empfangen werden. Dies wird von der römisch-katholischen Kirche, den orthodoxen und altorientalischen Kirchen, sowie manchen anglikanischen und altkatholischen Kirchen vertreten.
Die meisten altkatholischen und anglikanischen Kirchen sehen auch die Ordination von Frauen als gültig an. Teilweise ist sie jedoch auf den Diakonat oder den Presbyterat beschränkt. Auch wenn ansonsten eine prinzipielle gegenseitige Anerkennung der Weihen besteht, werden Weihen mit Beteiligung einer Frau als Spender oder Empfänger von den anderen Kirchen als ungültig und ohne sakramentale Wirkung betrachtet.
Die grundsätzliche Einschränkung der Zulassung zum Weihesakrament u. a. in der römisch-katholischen Kirche wird damit begründet, dass Jesus bei der Einsetzung des Sakraments ausschließlich Männer zu seinen Aposteln berufen hat (Mk 3,13–19 , Lk 6,12–16 ). An diese göttliche Festlegung sei die Kirche gebunden und habe daher keinerlei Vollmacht, dieses Sakrament einer Frau zu spenden. Dies wird nicht als Diskriminierung angesehen, sondern als Wertschätzung der von der Natur gegebenen Verschiedenheit der Geschlechter.

„Wenn Christus nur Männer zu seinen Aposteln berief, tat er das völlig frei und unabhängig. Er tat es mit derselben Freiheit, mit der er in seinem Gesamtverhalten die Würde und Berufung der Frau betonte, ohne sich nach den herrschenden Sitten und nach der auch von der Gesetzgebung der Zeit gebilligten Tradition zu richten“

Als weiterer Grund gilt, dass ein Priester bei der Ausübung der durch die Weihe erlangten Vollmachten nicht in eigener Person handelt, sondern in persona Christi („an der Stelle Christi“), weshalb auch eine natürliche Ähnlichkeit (naturalis similitudo) erforderlich oder wenigstens geboten sei, um die Verkörperung Jesus erkennbar zu machen. Für die Ähnlichkeit stellt die Kirche ausschließlich auf das männliche Geschlecht Jesu ab, nicht auf andere Merkmale wie beispielsweise Alter, Hautfarbe oder seine Beschneidung als Jude. Dieses Verständnis von Ähnlichkeit wird kritisiert, da sie die Ordination von Frauen ausschließt; nach der Bibel sei das Menschsein ausschlaggebend für die Ähnlichkeit und nicht das Mannsein (Joh 1,14).
Allerdings hatte das Zweite Vatikanische Konzil bestimmt, dass Priester aufgrund ihres bei der Weihe empfangenen Character indelebilis – und nicht aufgrund angeborener Eigenschaften – „dem Priester Christus gleichförmig“ sind (Presbyterorum ordinis Nr. 2).
Mit dem Apostolischen Schreiben Ordinatio sacerdotalis reagierte Papst Johannes Paul II. 1994 auf die entsprechende Diskussion und auf die zunehmende Bereitschaft christlicher Kirchen zur Frauenordination, indem er sich explizit auf die 1992 getroffene Entscheidung der Church of England, Frauen zu ordinieren, bezog:

„Damit also jeder Zweifel bezüglich der bedeutenden Angelegenheit, welche die göttliche Verfassung der Kirche selbst betrifft, beseitigt wird, erkläre ich kraft meines Amtes, die Brüder zu stärken (Lk 22,32 ), dass die Kirche keinerlei Vollmacht hat, Frauen die Priesterweihe zu spenden, und dass sich alle Gläubigen der Kirche endgültig an diese Entscheidung zu halten haben“

### Spendung der Weihe

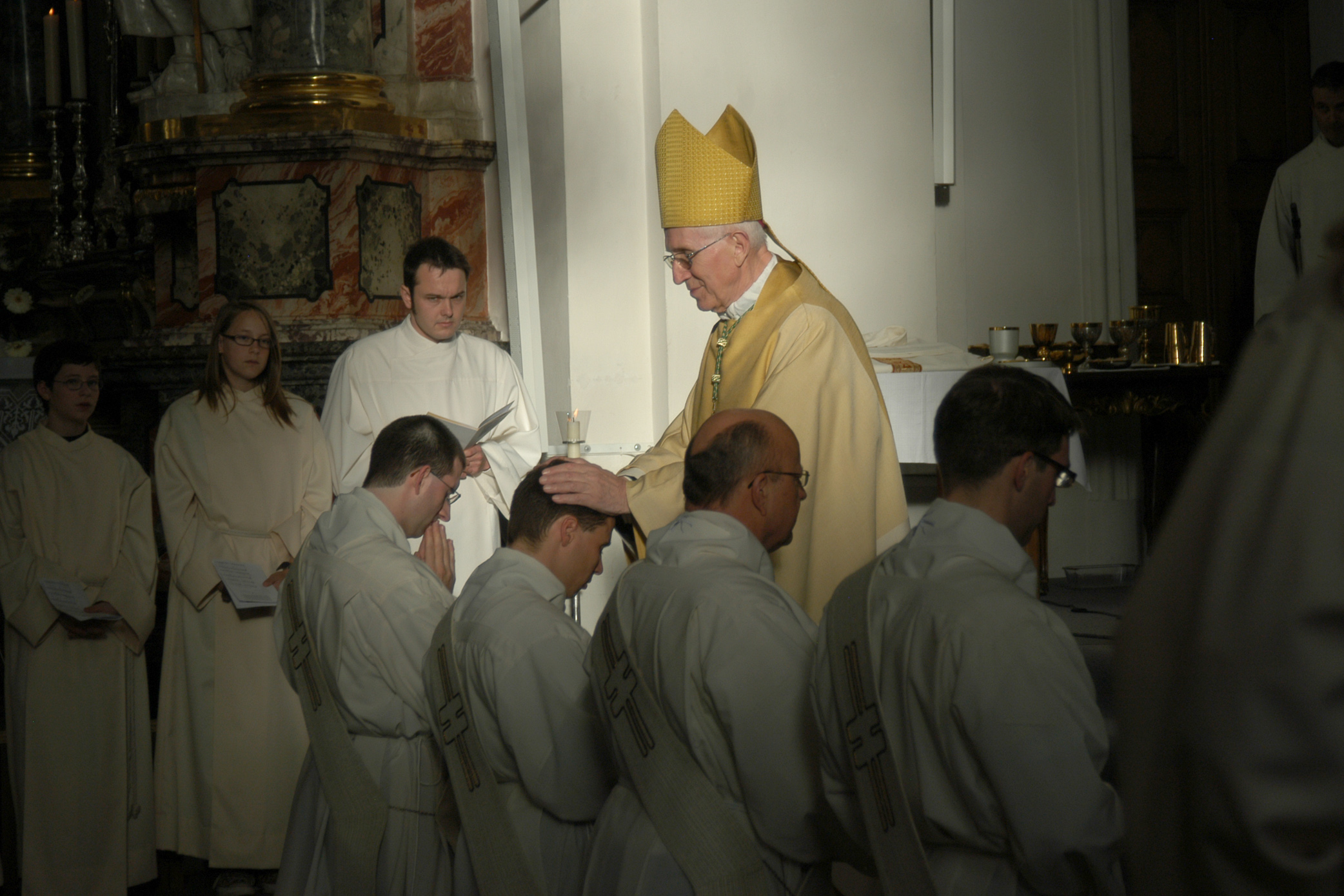
Handauflegung und Weihegebet des Bischofs

Zentrale, nach außen sichtbare Handlung der Weihespendung ist die Handauflegung und das Weihegebet des Spenders. Die Tradition der Handauflegung ist seit der Urkirche belegt und findet sich bereits in den Briefen des Neuen Testaments (2 Tim 1,6 ).
Da das Weihesakrament der Seele einen Character indelebilis (untilgbares Prägemerkmal) verleiht, ist ein gültig empfangenes Weihesakrament unwiderruflich und seine Spendung wird nie wiederholt. Aufgrund dieses Prägemals – und nicht aufgrund angeborener Eigenschaften – sind sie „dem Priester Christus gleichförmig“ (Zweites Vatikanisches Konzil: Presbyterorum ordinis Nr. 2). Im Zweifelsfall kann der Weiheritus jedoch sub conditione wiederholt werden, wenn die Gültigkeit einer erfolgten Weihe fraglich ist. Auch bei grundsätzlicher gegenseitiger Anerkennung des Weihesakraments kommt dies immer wieder bei der Konversion von Geistlichen vor, wenn die Sakramentalität der in der anderen Konfession durchgeführten Weihe bezweifelt wird (beispielsweise durch eine im Hinblick auf die apostolische Sukzession unklare Weihelinie).
Vom Verlust des klerikalen Standes bleibt die Weihe daher unberührt: „Die einmal gültig empfangene heilige Weihe wird niemals ungültig“. Jedoch kann durch richterliches Urteil oder Verwaltungsdekret die „Ungültigkeit der heiligen Weihe“ festgestellt werden, sofern sie nicht gültig empfangen wurde. Dies ist jedoch lediglich eine formale Feststellung, sakramental hat die Weihe in einem solchen Fall nie bestanden.

### Niedere Weihen
Die niederen Weihen sind keine Sakramente, sondern entsprechen eher einer liturgischen Beauftragung. In der römisch-katholischen Kirche wurden sie 1973 mit dem Motu proprio Ministeria quaedam weitgehend abgeschafft. In der lateinischen Kirche sind sie nur noch in der außerordentlichen Form erhalten.
In den orthodoxen Kirchen und den katholischen Ostkirchen des byzantinischen Ritus existieren sie weiterhin als Vorstufen zu den sakramentalen höheren Weihen.

## Stufen der Weihe (Weihegrade)

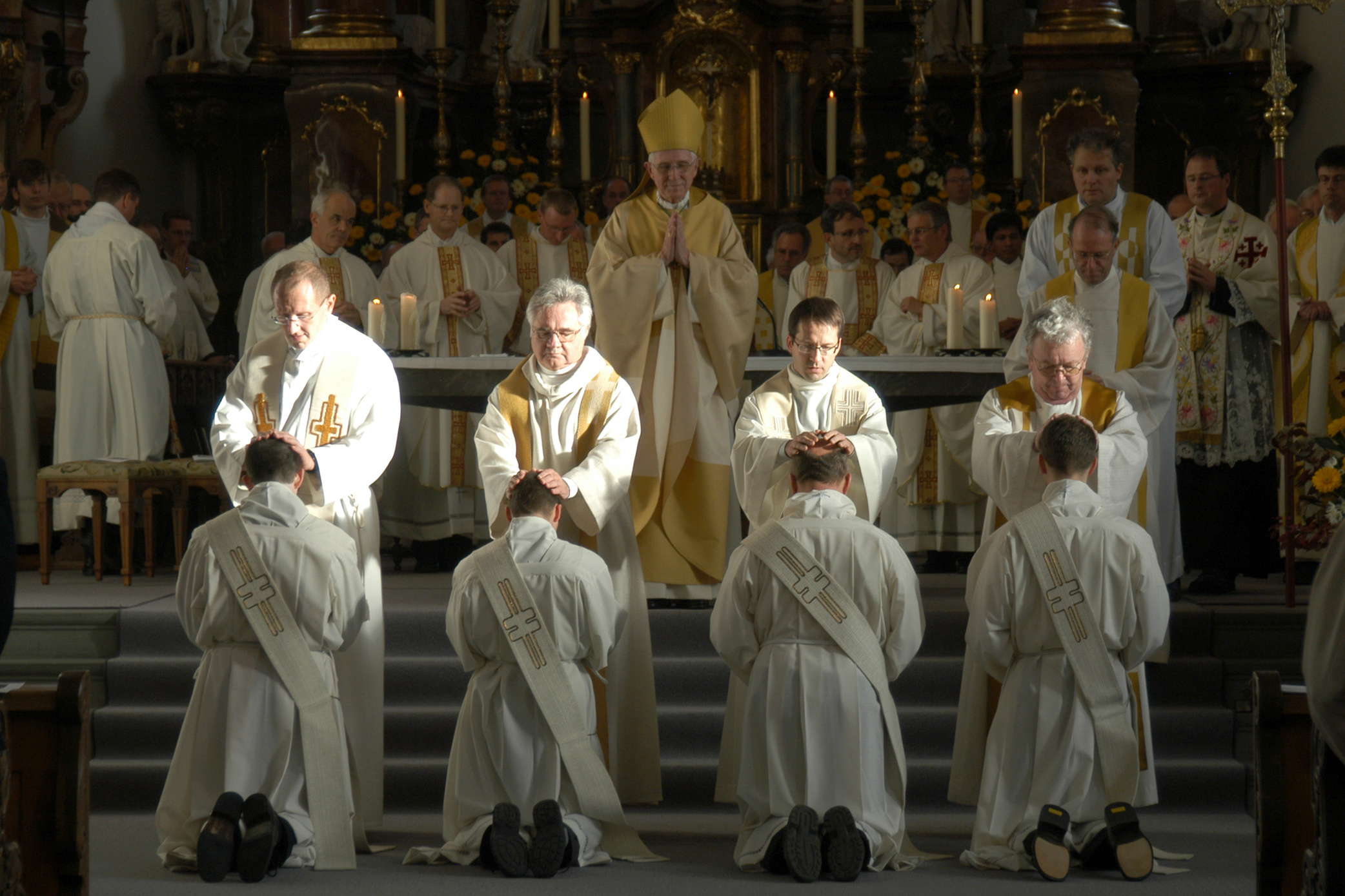
Handauflegung der Priester

Das eine Weihesakrament entfaltet sich in drei Stufen (Ordines) mit jeweils eigenen Weiheriten:
- Diakonat (Ordo diaconorum) – Diakonweihe (Ordinatio diaconorum): Die Hauptaufgaben des Diakons sind im diakonischen und seelsorglichen Dienst, der Verkündigung des Evangeliums und der Feier des Gottesdienstes.
- Presbyterat (Ordo presbyterorum) – Priesterweihe (Ordinatio presbyterorum): Der Priester übernimmt als Mitarbeiter des Bischofs die Leitung von Gemeinden und die Spendung der Sakramente (mit Ausnahme der Weihe).
- Episkopat (Ordo episcoporum) – Bischofsweihe (Ordinatio episcopalis): Die Bischöfe sind als Nachfolger der Apostel für die Leitung der Kirche verantwortlich. In der dritten und höchsten Weihestufe vereint sich die Fülle des Weihesakraments.

Die einzelnen Stufen bauen aufeinander auf: Zum Empfang der Priesterweihe ist die Diakonweihe erforderlich, für die Bischofsweihe die Priesterweihe.
Die Bischofs- und Priesterweihe verleihen die Sendung und die Vollmacht, in der Person Christi zu handeln, die Diakonweihe „hingegen die Kraft, dem Volk Gottes in der Diakonie der Liturgie, des Wortes und der Liebe zu dienen“ (1009, § 3  CIC).
Durch die Weihe wird der Kandidat in den jeweiligen Ordo der Kirche (Ordo episcoporum, Ordo presbyterorum und Ordo diaconorum) aufgenommen.

### Diakonat

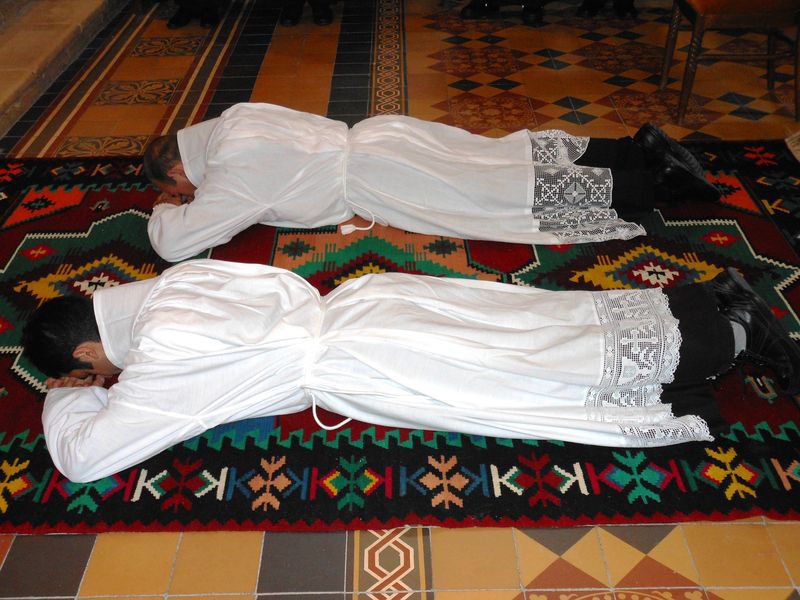
Kandidaten einer römisch-katholischen Diakonweihe bei der Prostratio

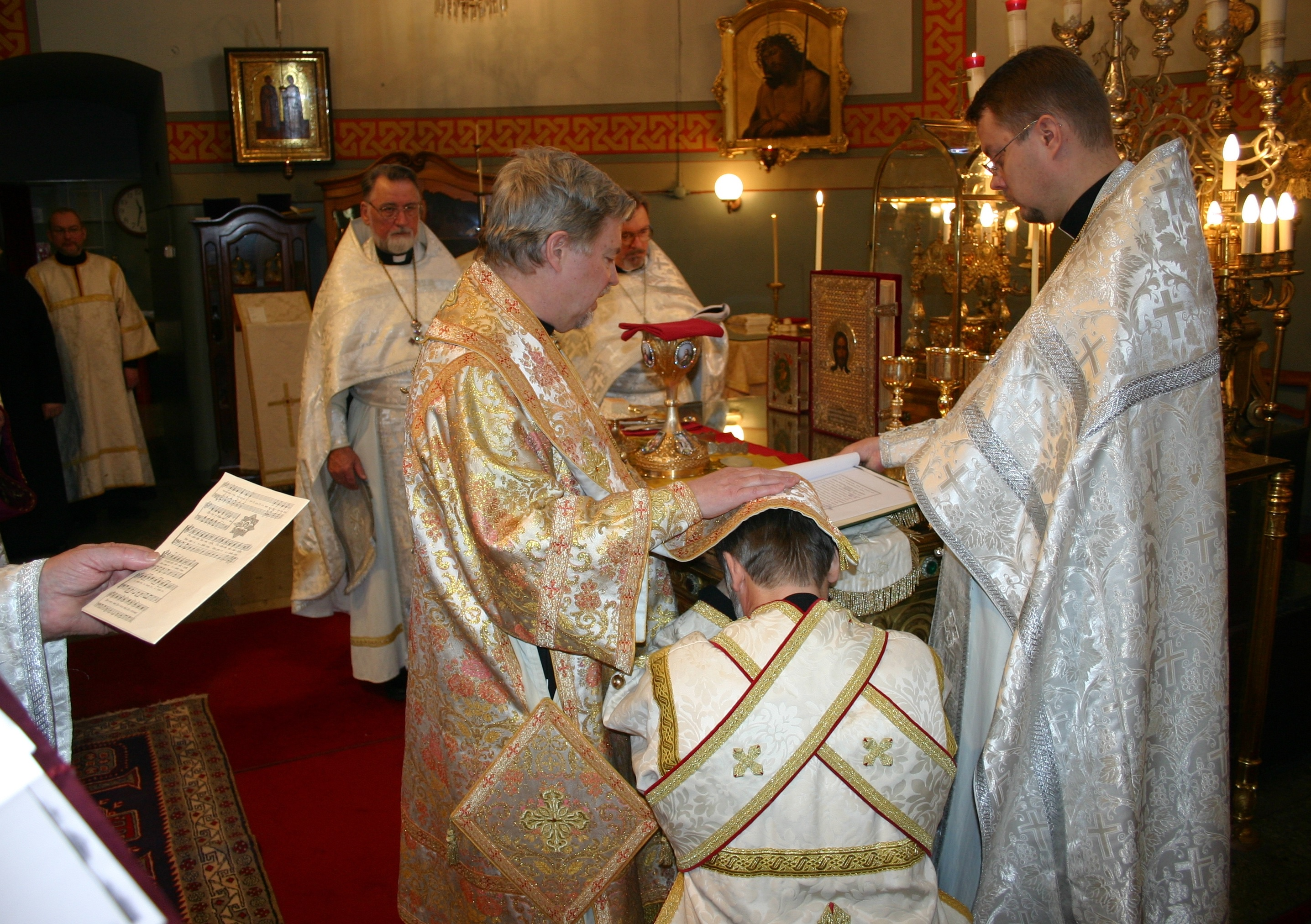
Orthodoxe Diakonweihe

Die Spendung des Sakraments der Diakonweihe erfolgt durch Handauflegung und Weihegebet des Bischofs. Hierdurch wird den Weihekandidaten die Gabe des Heiligen Geistes für das Amt des Diakons erbeten. Schließlich folgt die Ankleidung mit den Insignien des Diakons, Stola und Dalmatik, sowie die Übergabe des Evangeliars.
Als rechtsverbindlicher Akt wird das öffentliche und freiwillige Weiheversprechen der jeweiligen Weihekandidaten, das während des Weiheritus abgelegt wird, angesehen.

### Presbyterat

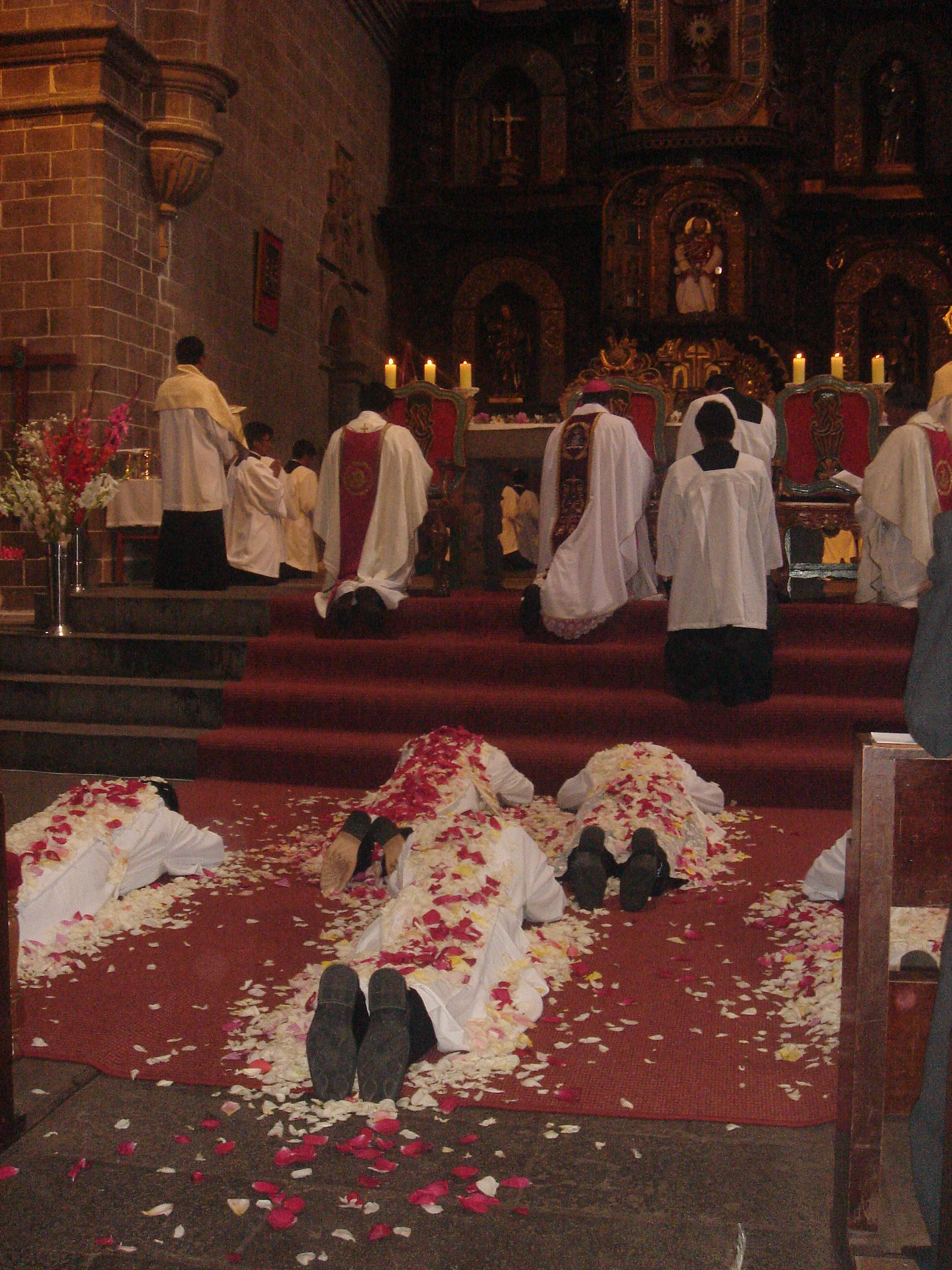
Ordinandi einer Priesterweihe bei der Prostratio

Die Priesterweihe ermöglicht die Spendung der Sakramente mit Ausnahme des Weihesakraments und ist daher gleichzeitig Fähigkeit und Auftrag zum besonderen, sakramentalen und seelsorglichen Dienst an der Kirche. Sie ist Voraussetzung für den Zugang zu den meisten kirchlichen Ämtern, wie die Bestellung zum Pfarrer.

„Die Priesterweihe wird nicht gespendet als Heilmittel für einen einzelnen Menschen, sondern für die ganze Kirche.“

Zentrale Handlung der Priesterweihe ist die Handauflegung und das Weihegebet des spendenden Bischofs. Die Handauflegung erfolgt anschließend durch alle anwesenden Bischöfe und Priester, die den Neupriester segnen. Anschließend folgen als ausdeutende Riten die Salbung der Hände mit Chrisam, das Anlegen der Kasel und die Überreichung von Kelch und Hostienschale.
Vor der Priesterweihe durchläuft ein Priesteramtskandidat in der Regel eine mehrjährige Ausbildung inklusive Studium der Theologie in einem Priesterseminar, einem ordenseigenen Seminar, einem Theologenkonvikt, einer geistlichen Akademie oder ähnlichen Einrichtung.

### Episkopat

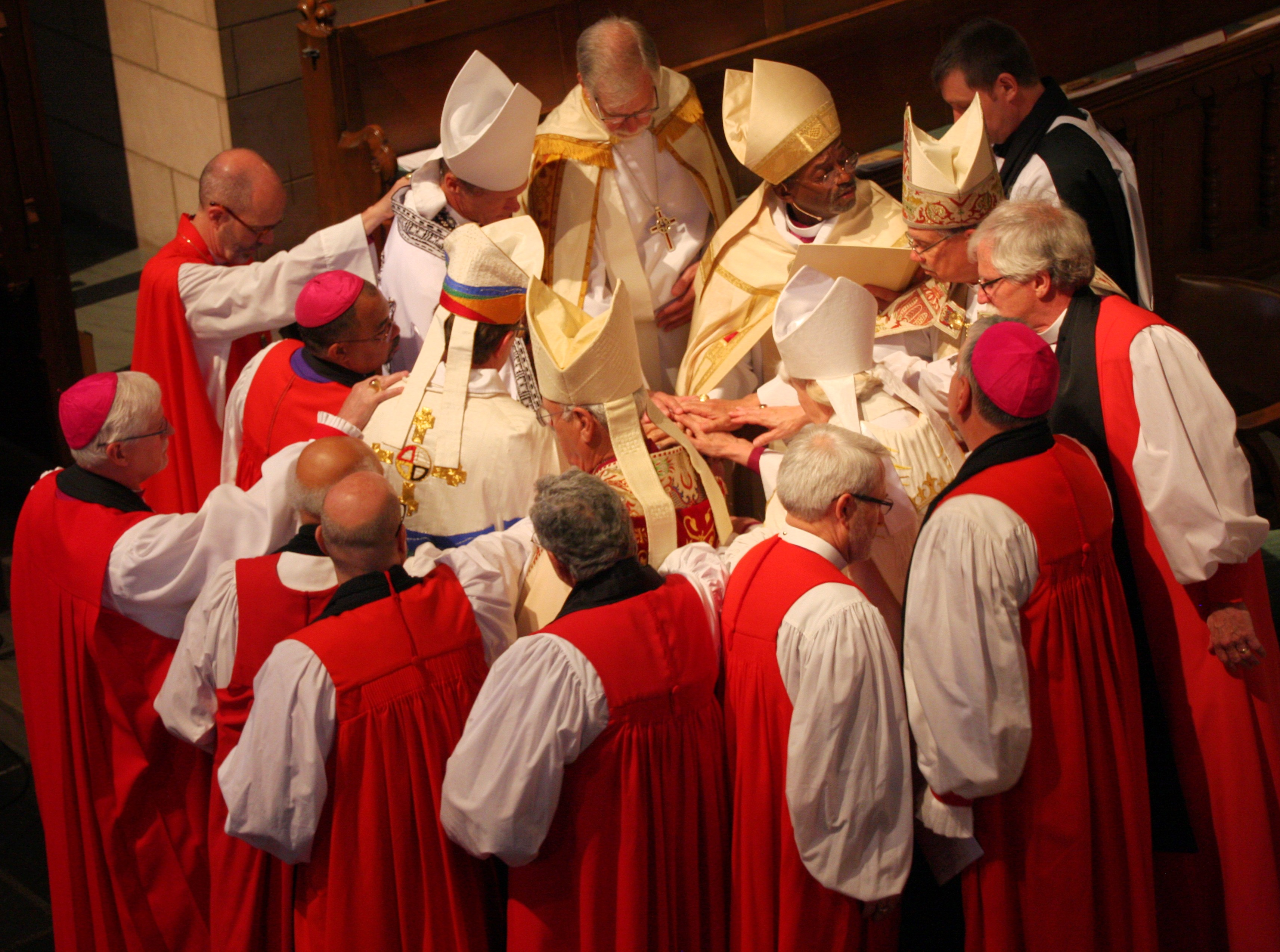
Handauflegung zur Bischofsweihe in der Episkopalkirche der USA

Die Bischofsweihe stellt die Vollform des Weihesakramentes dar; die beiden anderen Stufen sind von ihr abgeleitet.
Ein geweihter Bischof steht in seinem Amt in der direkten, ungebrochenen Nachfolge der Apostel. Die Weihelinien der Bischöfe werden in apostolischer Sukzession bis auf die Apostel zurückgeführt, die von Jesus Christus in das Bischofsamt eingesetzt wurden.
Zentraler Akt ist hierbei die Handauflegung durch den die Weihe spendenden Bischof (Hauptkonsekrator) und die weiteren anwesenden Bischöfe (Mitkonsekratoren) sowie das Weihegebet. Zur Sicherstellung der Gültigkeit der Weihe in apostolischer Sukzession werden in der Regel mindestens zwei Mitkonsekratoren hinzugezogen; sollte die sakramentale Gültigkeit der Weihe eines der spendenden Bischöfe selbst anzweifelbar sein, so ist die Weihe durch das Wirken der Mitkonsekratoren als gültig zu betrachten.
Die Weihehandlung beginnt mit einer Bitte um den Heiligen Geist, damit der zu Weihende als Hirte „für die Kirche Gottes sorgt, die er sich durch das Blut seines eigenen Sohnes erworben hat“ (Apg 20,28 ). Anschließend verspricht der Kandidat, den Glauben treu zu bewahren und sein Amt recht zu verwalten. Römisch-katholische Bischöfe leisten den Treueid gegenüber dem Papst.
Zum Zeichen des Anteils in Fülle am Priestertum Christi wird die Stirn des neuen Bischofs mit dem heiligen Chrisam gesalbt. Die Übergabe des Evangeliars und der bischöflichen Insignien (Bischofsstab, Ring und Mitra) symbolisiert die Hauptaufgaben des Bischofs: die Verkündigung des Evangeliums und die Leitung seiner Ortskirche.

„Die Bischöfe empfangen durch die Bischofsweihe selbst mit dem Dienst des Heiligens auch die Dienste des Lehrens und des Leitens, die sie aber ihrer Natur nach nur in der hierarchischen Gemeinschaft mit dem Haupt und den Gliedern des Kollegiums ausüben können.“

## Weiheritus
Die Spendung der Weihe erfolgt stets durch einen Bischof und im Rahmen eines Pontifikalamts. Nach Cann. 1010 und 1011 des Codex iuris canonici soll die Ordination in der Regel an einem Sonntag oder einem anderen gebotenen Feiertag erfolgen und in der Kathedralkirche gefeiert werden. Aus seelsorglichen Gründen sind davon aber auch Abweichungen möglich.

### Diakonweihe
Die Liturgie für die Diakonweihe beginnt nach der Verkündigung des Evangeliums. Die Weihekandidaten erklären vor dem Bischof feierlich ihre Bereitschaft zur Weihe und versprechen ihm ihren Gehorsam. In dieser Erklärung enthalten ist die Verpflichtung, dem Wohl des Gottesvolkes zu dienen, Gottes Wort in Wort und Tat zu verkünden, in Ehelosigkeit zu leben (soweit nicht verheiratet), Bedürftigen zu helfen und nach dem Vorbild Christi zu leben.
Es sind dies im Einzelnen die Bereitschaft,
- sich zum Dienst der Kirche weihen zu lassen.
- den Dienst des Diakons in selbstloser Hingabe zur Unterstützung des Bischofs und der Priester und zum Wohl des christlichen Volkes auszuüben.
- den Schatz des Glaubens zu hüten und ihn gemäß dem Evangelium und der Überlieferung der Kirche in Wort und Tat zu verkünden.
- (bei nicht verheirateten Kandidaten) Ehelosigkeit um des Himmelreiches willen, diesem Vorsatz treu zu bleiben und in dieser Lebensform Gott und den Menschen zu dienen.
- aus dem Geist der Innerlichkeit zu leben, ein Mann des Gebetes zu werden und das Stundengebet treu zu verrichten.
- den Armen und Kranken, den Heimatlosen und Notleidenden zu helfen.
- sein eigenes Leben nach dem Beispiel Christi zu gestalten.
- Ehrfurcht und Gehorsam gegenüber dem Bischof und seinen Nachfolgern zu wahren.
- (bei verheirateten Kandidaten der Ehefrau) den Diakon in seinem Dienst zu unterstützen.

### Priesterweihe
Nach dem Kyrie werden die Kandidaten namentlich aufgerufen. Der Predigt des Bischofs folgen Gehorsamsversprechen und die Herabrufung des Heiligen Geistes in der Allerheiligenlitanei.
Als rechtsverbindlicher Akt wird das öffentliche und freiwillige Weiheversprechen der jeweiligen Weihekandidaten, das während des Weiheritus abgelegt wird, angesehen.
Es sind dies im Einzelnen die Bereitschaft,
- das Priesteramt als zuverlässiger Mitarbeiter des Bischofs auszuüben und so die Gemeinde umsichtig unter Führung des Heiligen Geistes zu leiten.
- den Dienst am Wort Gottes (Verkündigung des Evangeliums und Darlegung des katholischen Glaubens) treu und gewissenhaft zu erfüllen.
- die Sakramente gemäß der Überlieferung der Kirche zu feiern.
- zusammen mit dem Bischof im Gebet das Erbarmen Gottes für die Gemeinde zu erflehen.
- den Armen und Kranken, den Heimatlosen und Notleidenden zu helfen.
- sich mit Christus tagtäglich enger zu verbinden. (Hier lautet die Antwort „Mit Gottes Hilfe bin ich bereit“ statt „Ich bin bereit“.)
- Ehrfurcht und Gehorsam gegenüber dem Bischof und seinen Nachfolgern zu wahren.

### Bischofsweihe
Die Weihezeremonie, im älteren liturgischen Sprachgebrauch Konsekration genannt, ist meist in eine heilige Messe eingebettet und schließt sich an den Wortgottesdienst an. Nach der Weihe folgt die Eucharistiefeier; die heilige Messe schließt mit dem feierlichen Segen des neugeweihten Bischofs.
Als rechtsverbindlicher Akt wird das öffentliche und freiwillige Weiheversprechen der Weihekandidaten, das während des Weiheritus abgelegt wird, angesehen. Dessen Bestandteile sind im Einzelnen die Bereitschaft,
- im Bischofsamt bis zum Tod zu dienen.
- das Evangelium treu und unermüdlich zu verkünden.
- das von den Aposteln überlieferte Glaubensgut der Kirche rein und unverkürzt weiterzugeben.
- am Aufbau der Kirche mitzuwirken sowie die Einheit mit dem Bischofskollegium und der Kirche zu wahren.
- treuen Gehorsam gegenüber dem Apostolischen Stuhl zu wahren (Treueid bei römisch-katholischen Bischöfen gemäß 380  CIC).
- zusammen mit den Priestern und Diakonen väterlich für das Volk Gottes zu sorgen.
- den Armen, Heimatlosen und Notleidenden mit Güte zu begegnen und Barmherzigkeit zu üben.
- den Verirrten als guter Hirte nachzugehen und sie zur Herde Christi zurückzuführen.
- für das Heil des Volkes Gottes zu beten und das hohepriesterliche Amt auszuüben.

## Traditionen der Kirchen

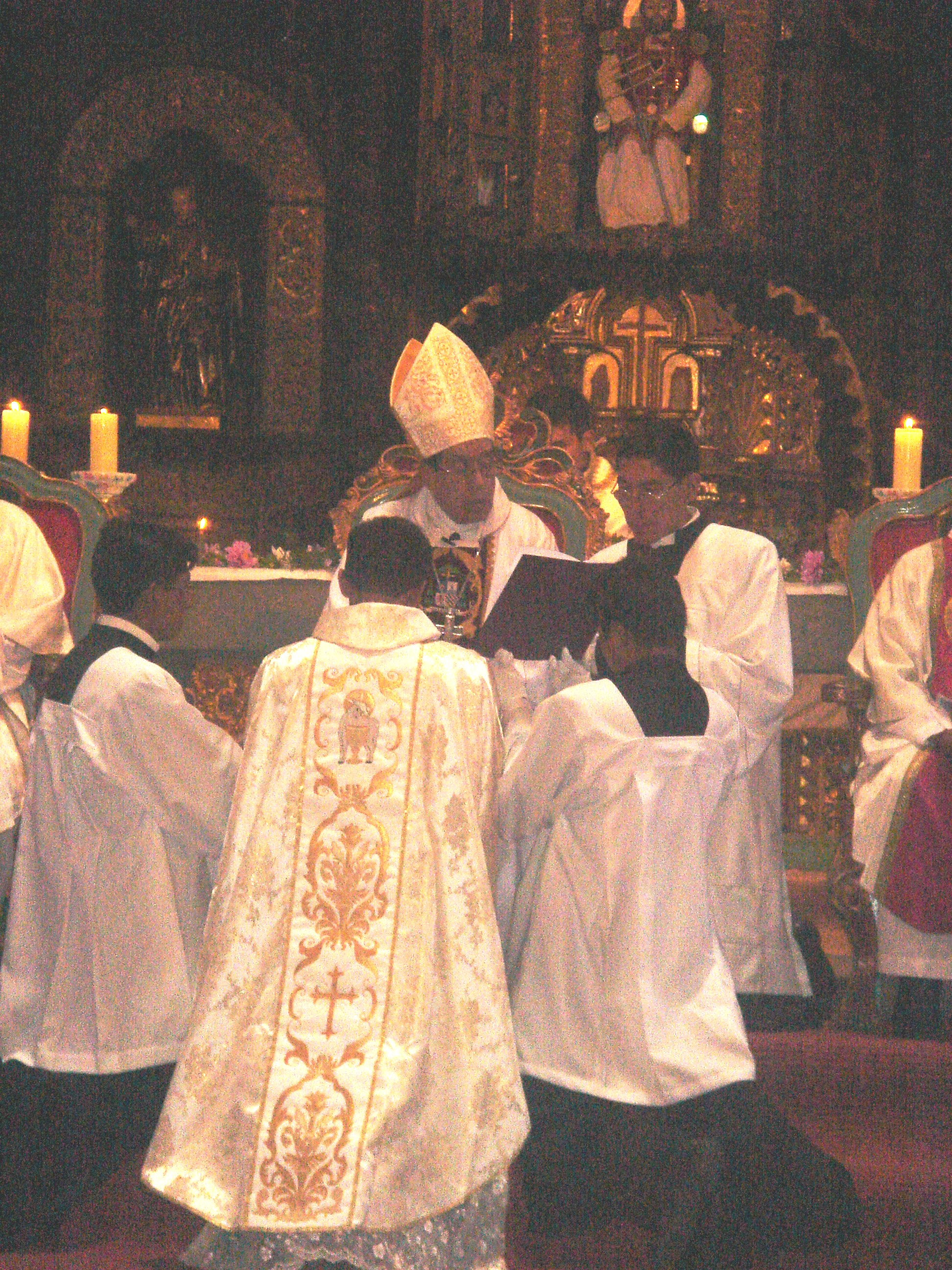
Römisch-katholischer Weiheritus

Trotz grundsätzlicher Gemeinsamkeiten im Verständnis des Sakraments haben sich in den verschiedenen Kirchen unterschiedliche Traditionen in Bezug auf dessen Vollzug und Umgang entwickelt. Hauptsächliche Unterschiede bestehen in der Zulassung von Frauen zum Weiheamt und der Forderung des Zölibatversprechens.

### Römisch-katholische Kirche
Die römisch-katholische Kirche besteht aus der westlichen, lateinischen Kirche und den katholischen Ostkirchen, die in der Tradition der orthodoxen und altorientalischen Ostkirchen stehen.

#### Lateinische Kirche
In der lateinischen Kirche besteht grundsätzlich für alle Kleriker die Verpflichtung zum Zölibat. Bereits verheiratete Weihekandidaten dürfen allerdings zum Diakon geweiht werden. Dies ist regelmäßig der Fall bei so genannten ständigen Diakonen, in seltenen Ausnahmefällen mit päpstlicher Dispens auch bei Priestern, was manchmal bei verheirateten Geistlichen anderer christlicher Konfessionen, die zum Katholizismus konvertiert sind, erlaubt wird. Eine Wiederheirat nach dem Tod der Ehefrau ist diesen Diakonen und Priestern grundsätzlich nicht erlaubt.

##### Ständiger Diakonat
Das Zweite Vatikanische Konzil hat in der dogmatischen Konstitution über die Kirche Lumen gentium für die römisch-katholische Kirche das Amt des ständigen Diakonats wiederhergestellt. Seitdem sind verheiratete Männer im Alter von mindestens 35 Jahren wieder zum Amt des Diakons zugelassen. Nicht zulässig ist jedoch eine Eheschließung nach der Weihe, auch nach dem Tod der Ehefrau.

#### Katholische Ostkirchen
In der Mehrzahl der katholischen Ostkirchen sind Priester und Diakone in den Ostgebieten nicht zum Zölibat verpflichtet. Seit jeher konnten dort deshalb bereits verheiratete Priesteramtsanwärter nach altem Recht die Weihe empfangen. Im Juni 2014 hat Papst Franziskus dieses Recht unierter ostkirchlicher Bischöfe zur Priesterweihe verheirateter Männer auf westliche Gebiete erweitert, soweit dort eine eigene ostkirchliche Hierarchie besteht. Dort wo es in Westgebieten ostkirchliche Ordinariate, aber keine zuständigen ostkirchlichen Bischöfe gibt, hat nunmehr und erstmals der zuständige römisch-katholischen Bischof die Vollmacht zur Weihe verheirateter Priesteramtskandidaten.

### Orthodoxe Kirchen

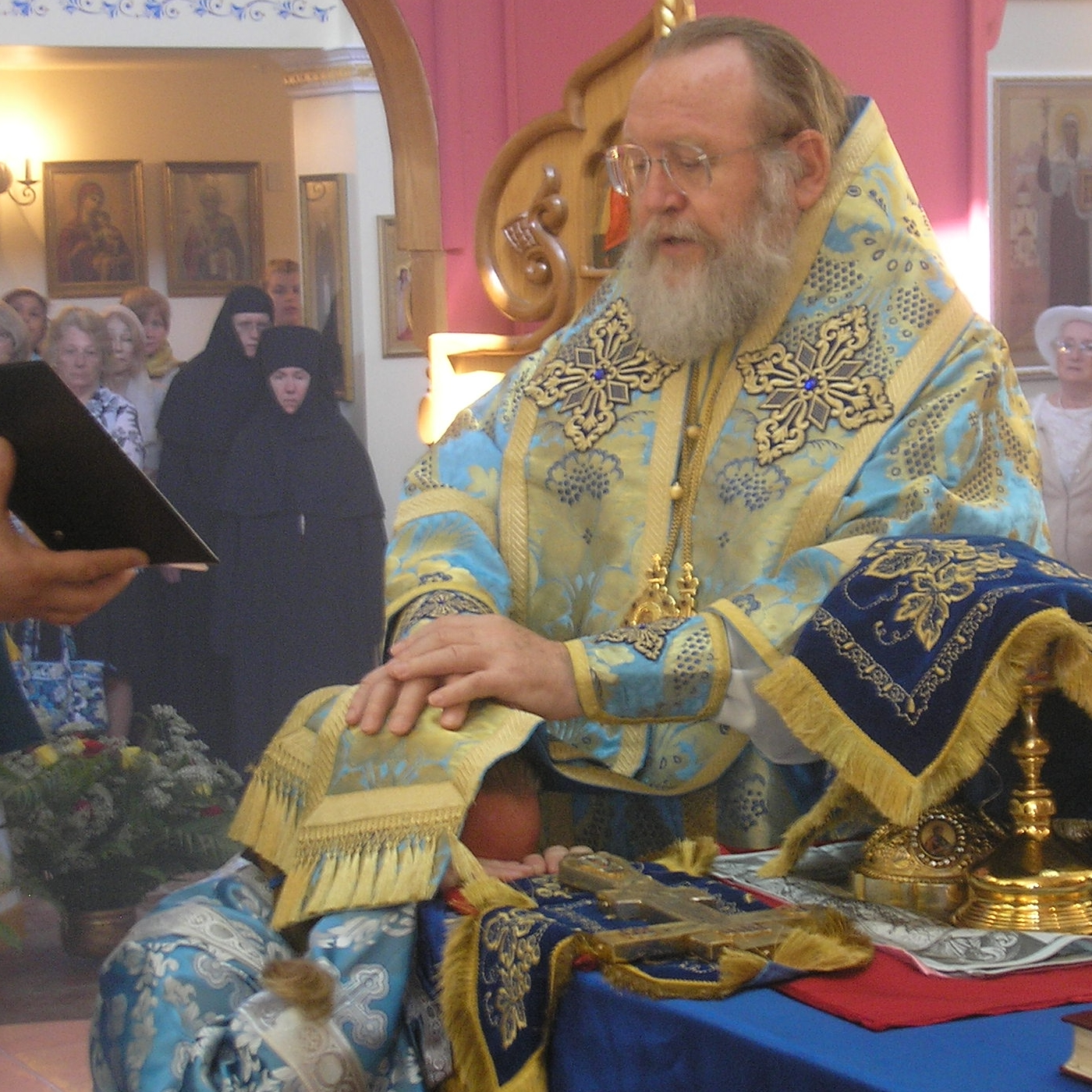
Orthodoxe Priesterweihe

Neben den drei Weihestufen kennt die Orthodoxie, vor allem die Kirchen des byzantinischen Ritus, auch die niederen Weihen und die Mönchsweihe. Für Priester und Diakone besteht keine Verpflichtung zum Zölibat. Da die Bischöfe unverheiratet sein müssen, stammen sie meist aus dem Mönchsstand.
Im Griechisch-orthodoxen Patriarchat von Alexandria und ganz Afrika wurde am 2. Mai 2024 erstmals seit den Zeiten der Alten Kirche eine Frau zur Diakonin geweiht.

### Altkatholische Kirche
In der altkatholischen Kirche steht der Bischöfin oder dem Bischof die Leitung der Ortskirche zu, der Priesterin und dem Priester die Leitung der Teilgemeinde (Pfarrei) oder andere Aufgaben in Leitung und Lehre und der Diakonin und dem Diakon die Betätigung im Sozial- oder Verwaltungsdienst der Teilgemeinde oder des Bistums, sowie die Mithilfe in Liturgie und Verkündigung. Die drei Formen der Ordination stellen damit keine Über- und Unterordnung, sondern einander ergänzende funktionale Aspekte ein und desselben Sakramentes dar. Die altkatholische Kirche kennt die Weihen zum Diakonen-, Priester- und Bischofsamt, eine Zölibatsverpflichtung gibt es hierbei nicht. Wesentlich und für die altkatholische Kirche typisch ist die Einbindung des kirchlichen Amtes in synodale Gremien, daher wird eine Bischöfin oder ein Bischof stets von einer Synode und eine Pfarrerin oder ein Pfarrer von einer Gemeindeversammlung gewählt. Seit 1988 werden im deutschen Bistum Frauen zu Diakoninnen geweiht, 1994 beschloss die Bistumssynode die gleichberechtigte Zulassung von Männern und Frauen zu allen ordinierten Ämtern.